# Adelaide International 2022 - Qualificazioni singolare femminile
Le qualificazioni del singolare dell'Adelaide International 2022 sono un torneo di tennis preliminare per accedere alla fase finale della manifestazione. Le vincitrici dell'ultimo turno sono entrate di diritto nel tabellone principale. In caso di ritiro di una o più giocatrici aventi diritto sono subentrati i Lucky loser, ossia le giocatrici che hanno perso nell'ultimo turno ma che avevano una classifica più alta rispetto alle altre partecipanti che avevano comunque perso nel turno finale.

## Teste di Serie
1. Marie Bouzková (qualificata)
2. Anna-Lena Friedsam (primo turno)
3. Maddison Inglis (qualificata)
4. Caty McNally (primo turno)
5. Rebecca Marino (primo turno)
6. Stefanie Vögele (ultimo turno)

1. Lucia Bronzetti (qualificata)
2. Katie Boulter (ultimo turno)
3. Francesca Jones (primo turno)
4. Anna Blinkova (ultimo turno)
5. Réka Luca Jani (primo turno)
6. Susan Bandecchi (primo turno)

## Qualificate
1. Marie Bouzková
2. Lucia Bronzetti
3. Maddison Inglis

1. Dar'ja Saville
2. Ulrikke Eikeri
3. Despina Papamichail

## Tabellone

### Legenda
| - Q = Qualificato - WC = Wild card - LL = Lucky loser | - ALT = Alternate - SE = Special Exempt - PR = Protected Ranking | - w/o = Walkover - r = Ritirato - d = Squalificato |

### Sezione 1
|  | Primo turno | Primo turno          | Primo turno | Primo turno | Primo turno |  |  | Secondo turno | Secondo turno  | Secondo turno  | Secondo turno | Secondo turno |  |
|  |             |                      |             |             |             |  |  |               |                |                |               |               |  |
|  | 1           | Marie Bouzková       | 3           | 6           | 7           |  |  |               |                |                |               |               |  |
|  |             | Francesca Di Lorenzo | 6           | 1           | 5           |  |  | 1             | Marie Bouzková | Marie Bouzková | 6             | 6             |  |
|  |             | Irina Fetecău        | 6           | 4           | 5           |  |  | 10            | Anna Blinkova  | Anna Blinkova  | 4             | 2             |  |
|  | 10          | Anna Blinkova        | 4           | 6           | 7           |  |  |               |                |                |               |               |  |

### Sezione 2
|  | Primo turno | Primo turno         | Primo turno     | Primo turno | Primo turno |  |  | Secondo turno | Secondo turno       | Secondo turno | Secondo turno | Secondo turno |  |
|  |             |                     |                 |             |             |  |  |               |                     |               |               |               |  |
|  | 2           | Anna-Lena Friedsam  | 4               | 6           | 5           |  |  |               |                     |               |               |               |  |
|  |             | Kateryna Bondarenko | 6               | 3           | 7           |  |  |               | Kateryna Bondarenko | 6             | 6(3)          | 4             |  |
|  | WC          | Abbie Myers         | Abbie Myers     | 4           | 1           |  |  | 7             | Lucia Bronzetti     | 1             | 7             | 6             |  |
|  | 7           | Lucia Bronzetti     | Lucia Bronzetti | 6           | 6           |  |  |               |                     |               |               |               |  |

### Sezione 3
|  | Primo turno | Primo turno               | Primo turno               | Primo turno | Primo turno |  |  | Secondo turno | Secondo turno             | Secondo turno             | Secondo turno | Secondo turno |  |
|  |             |                           |                           |             |             |  |  |               |                           |                           |               |               |  |
|  | 3           | Maddison Inglis           | Maddison Inglis           | 6           | 6           |  |  |               |                           |                           |               |               |  |
|  | WC          | Alexandra Bozovic         | Alexandra Bozovic         | 4           | 4           |  |  | 3             | Maddison Inglis           | Maddison Inglis           | 6             | 6             |  |
|  |             | Irene Burillo Escorihuela | Irene Burillo Escorihuela | 6           | 6           |  |  |               | Irene Burillo Escorihuela | Irene Burillo Escorihuela | 1             | 4             |  |
|  | 11          | Réka Luca Jani            | Réka Luca Jani            | 1           | 4           |  |  |               |                           |                           |               |               |  |

### Sezione 4
|  | Primo turno | Primo turno        | Primo turno        | Primo turno | Primo turno |  |  | Secondo turno | Secondo turno  | Secondo turno | Secondo turno | Secondo turno |  |
|  |             |                    |                    |             |             |  |  |               |                |               |               |               |  |
|  | 4           | Caty McNally       | Caty McNally       | 3           | 4           |  |  |               |                |               |               |               |  |
|  | WC          | Dar'ja Saville     | Dar'ja Saville     | 6           | 6           |  |  | WC            | Dar'ja Saville | 7             | 3             | 6             |  |
|  |             | Lucrezia Stefanini | Lucrezia Stefanini | 6(4)        | 1           |  |  | 8             | Katie Boulter  | 5             | 6             | 4             |  |
|  | 8           | Katie Boulter      | Katie Boulter      | 7           | 6           |  |  |               |                |               |               |               |  |

### Sezione 5
|  | Primo turno | Primo turno               | Primo turno               | Primo turno | Primo turno |  |  | Secondo turno | Secondo turno             | Secondo turno | Secondo turno | Secondo turno |  |
|  |             |                           |                           |             |             |  |  |               |                           |               |               |               |  |
|  | 5           | Rebecca Marino            | Rebecca Marino            | 4           | 4           |  |  |               |                           |               |               |               |  |
|  | WC          | Charlotte Kempenaers-Pocz | Charlotte Kempenaers-Pocz | 6           | 6           |  |  | WC            | Charlotte Kempenaers-Pocz | 6             | 3             | 3             |  |
|  |             | Ulrikke Eikeri            | Ulrikke Eikeri            | 6           | 6           |  |  |               | Ulrikke Eikeri            | 3             | 6             | 6             |  |
|  | 12          | Susan Bandecchi           | Susan Bandecchi           | 2           | 3           |  |  |               |                           |               |               |               |  |

### Sezione 6
|  | Primo turno | Primo turno         | Primo turno | Primo turno | Primo turno |  |  | Secondo turno | Secondo turno       | Secondo turno       | Secondo turno | Secondo turno |  |
|  |             |                     |             |             |             |  |  |               |                     |                     |               |               |  |
|  | 6           | Stefanie Vögele     | 4           | 6           | 6           |  |  |               |                     |                     |               |               |  |
|  |             | Tatjana Maria       | 6           | 2           | 2           |  |  | 6             | Stefanie Vögele     | Stefanie Vögele     | 4             | 6(9)          |  |
|  |             | Despina Papamichail | 3           | 6           | 6           |  |  |               | Despina Papamichail | Despina Papamichail | 6             | 711           |  |
|  | 9           | Francesca Jones     | 6           | 2           | 1           |  |  |               |                     |                     |               |               |  |